# Luz de palco

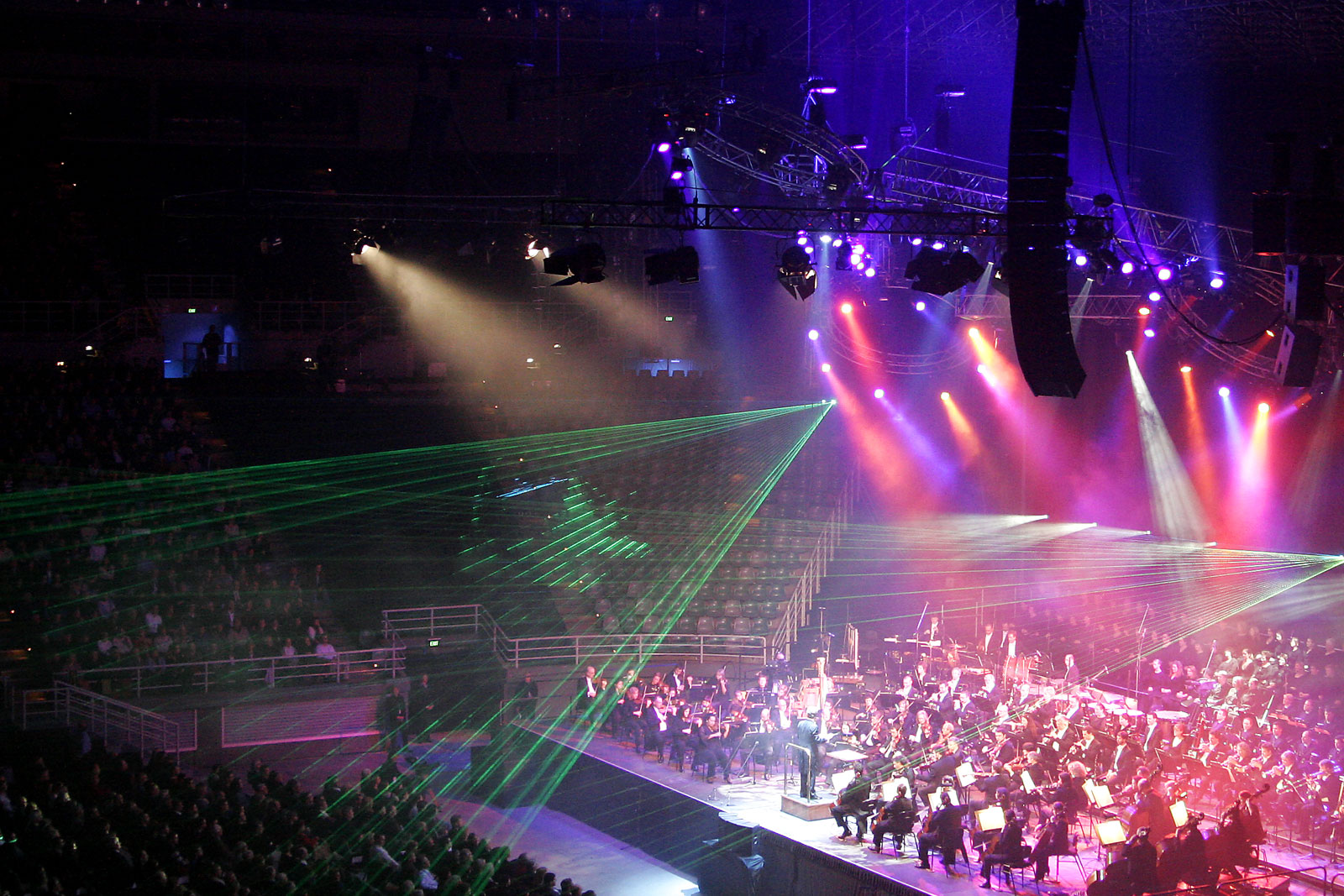
Conjunto de holofotes em projeção, num espetáculo.

Luz de palco, iluminação cênica ou iluminação teatral é o sistema de luzes que desempenha, no palco, diversas funções de efeito artístico. São instrumentos luminosos usados não apenas no teatro, mas em espetáculos diversos como balés, óperas e shows musicais.

## História
A história da Iluminação tem sua origem na Grécia Antiga, por volta do séc. V a.C, aquando das primeiras encenações de tragédias e comédias feitas ao ar livre nos anfiteatros, onde a luz do Sol era utilizada para criar, ainda que mínimo, algum efeito cénico.
Com o passar dos anos, após a construção dos primeiros edifícios teatrais no séc. XVI, durante o período Renascentista, na Europa, muitos encenadores debruçaram-se sobre esta vertente, como o italiano Leone de' Sommi (1627–1692), um dos precursores no pensamento de escurecer a plateia para que todo o foco se concentrasse no espaço cénico. Nesta fase, o fogo assumiu esta função de iluminar por meio de tochas, velas suspensas em candelabros e lamparinas que, por causa do mau cheiro da queima do óleo, acumulação de fumos, derretimento da cera, e o risco iminente de incêndios, tornavam essa prática muito arriscada.
Não existia no teatro a função do iluminador, quando este era necessário. A sua função era desempenhada pelos cenógrafos, muitos deles arquitetos, que no processo de desenvolvimento de dispositivos acabavam por colaborar significativamente para o desenvolvimento da iluminação, tal como Nicola Sabbatini (1574–1654), que criou o primeiro sistema mecânico para controle de intensidade de luz, hoje conhecido como dimmer, mais tarde que viria a ser aperfeiçoado pelo americano Samuel Pierpont Langley (1834–1906).
A iluminação cénica viria a sofrer uma grande transformação com a descoberta das propriedades da energia elétrica. Dessa forma, foi possível atribuir, de facto, à luz, um papel artístico e estético. Um dos pioneiros neste campo foi Adolphe Appia (1862–1928), considerado desenhista de luz por criar efeitos, aproveitar os contrastes entre luz e sombra além de utilizar-se das possibilidade da tridimensionalidade dos corpos dos atores e cenários.
Na parte técnica foi notável o aperfeiçoamento de série de equipamentos como a resistência de água e sal, que embora rudimentar trouxe mais precisão ao controle de luz. Outras inovações foram a criação das primeiras unidades de medidas como o fotocandle, lux e lúmen. A partir de 1900, os primeiros refletores propriamente ditos começavam a serem aperfeiçoados e com isso houve uma melhoria no direcionamento e focagem da iluminação.

## Objetivos e princípios
A iluminação de palco é usada para a consecução de vários princípios e metas:
- Iluminação — permite que o espectador veja o que está se passando no cenário ou, ainda, iluminar partes dele e escurecendo outras, a fim de ocultá-las ao público;
- Descentralização — faz com que a concentração das pessoas fique nos atores;
- Destaque de cenário — faz com que certas formas tridimensionais seja destacadas;
- Foco — dirige a atenção da audiência para um ponto determinado, em detrimento do restante do palco;
- Colorido — permite que o momento cenográfico seja acentuado. Uma tonalidade vermelha produz efeitos completamente diversos de um verde, junto à assistência, criando um ambiente emocional;
- Espaço e tempo — permite efeitos que criam ilusão de mudanças de tempo e local entre as cenas. Pode, por exemplo, simular um luar, um pôr-do-sol;
- Elementos de projeção — as luzes podem servir para projetar cenários ao fundo;
- Enredo — a luz pode integrar o próprio enredo, ativando efeitos como raios, piscar de luzes, etc., integrado na própria ação;
- Composição — a iluminação pode integrar a própria cenografia, realçando ou ocultando elementos.[1][2]

## Qualidades essenciais
As quatro principais qualidades que uma luz de palco deve possuir são: intensidade, cor, padrão e foco.

### Padrão
| |  |
| Um gobo com este formato (à esquerda), numa instalação com gel vermelho, produzirá um padrão semelhante ao mostrado à direita. |  |

O padrão diz respeito à forma, qualidade e igualdade de produção de luminosidade por uma lâmpada. O padrão de luz que um instrumento produz é determinado por três fatores, principalmente: o primeiro diz respeito às especificidades de uma lâmpada, refletor e lentes de projeção. Diferentes posições de montagem da lâmpada (axial, de baixo para cima, de cima para baixo), tamanhos diferentes e formas do refletor e natureza da lente (ou lentes) usada afetam o padrão da luz. Em segundo, as particularidades de como a luz é focalizada altera o padrão. Em refletores de holofotes elipsoidais ou holofotes de perfil, há duas fontes de luz sendo emitidas da lâmpada. Quando os cones de ambas se cruzam na distância da fonte (a distância do palco), a lâmpada produz um efeito "duro" na extremidade. Quando os dois cones de luminosidade não se cruzarem no caminho até o destino, o efeito na extremidade será mais "suave". Os gobos atuais usam folhas de metal que são inseridos no instrumento próximo de sua abertura, e o resultado costuma ser mais suave quando refletido e não emitido diretamente no alvo.

### Intensidade
A intensidade é medida em lux, lúmens ou velas. Para qualquer luminária (instrumento ou instalação de iluminação), isso depende do potencial de cada lâmpada, do desenho do instrumento (e sua eficiência), da presença ou ausência de filtros coloridos, distância da área a ser iluminada e o ângulo em que foi instalado, a cor ou substância a ser iluminada, e ainda da relação neuro-óptica da cena total (ou seja, o contraste relativo com outras regiões de iluminação).

### Cor
A cor é medida em Kelvins, e os geles coloridos são organizados por sistemas variados de acordo com cada fabricante. A cor aparente de uma luz é em grande parte determinada pelo gel colorido usado nela, mas também em grande parte pelo poder de luminosidade da lâmpada e da cor do material que está sendo iluminado. O percentual de poder de uma lâmpada varia com a sua potência, o filamento de tungstênio do bulbo emite uma coloração mais alaranjado do que branco quanto maior sua potência; assim, um aparelho de 1 000 watts emitirá uma luz 50% mais alaranjada que uma de 500 watts.